# Nordische Junioren-Skiweltmeisterschaften 2008

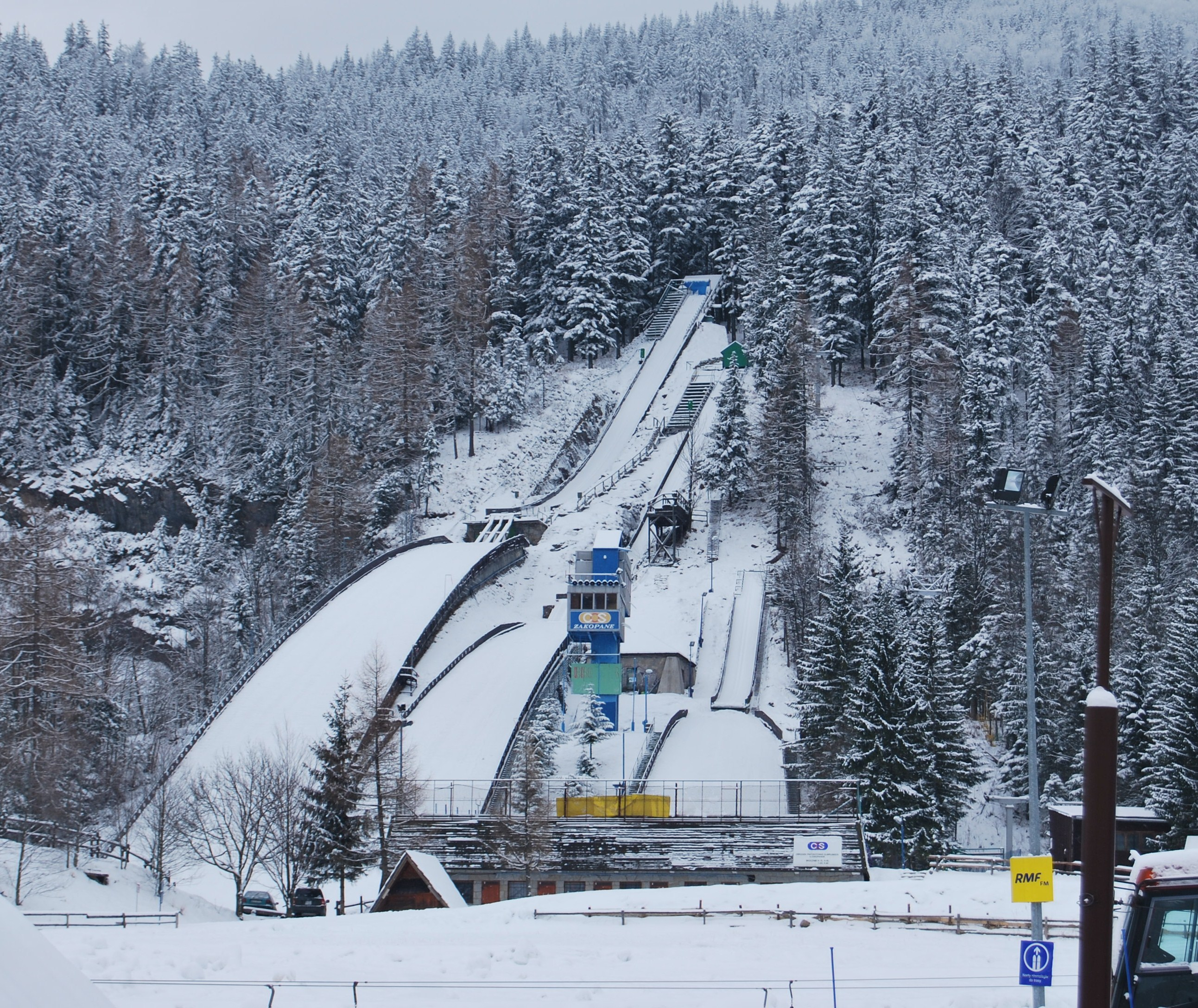
Średnia Krokiew in Zakopane

Die 31. Nordischen Junioren-Skiweltmeisterschaften 2008 und die in diesem Rahmen ausgetragenen 3. U-23-Langlauf-Weltmeisterschaften fanden vom 23. bis zum 29. Februar 2008 im polnischen Zakopane sowie im italienischen Mals statt. Die Wettbewerbe im Skispringen und in der Nordischen Kombination wurden auf der Średnia Krokiew ausgetragen, während der Skilanglauf auf der Loipe in Schlinig bestritten wurde. Ursprünglich sollten die Wettbewerbe in den schlesischen Beskiden (Szczyrk, Wisła und Istebna) abgehalten werden, doch wurde eine Verlegung notwendig.

## Medaillenspiegel

### Medaillenspiegel U23
| Platz  | Land               |   |   |   |    |
| ------ | ------------------ | - | - | - | -- |
| 1      | Russland           | 2 | 1 | 1 | 4  |
| 2      | Schweden           | 1 | 1 | 0 | 2  |
| 3      | Schweiz            | 1 | 0 | 0 | 1  |
| 3      | Slowenien          | 1 | 0 | 0 | 1  |
| 3      | Tschechien         | 1 | 0 | 0 | 1  |
| 6      | Frankreich         | 0 | 2 | 1 | 3  |
| 7      | Finnland           | 0 | 1 | 2 | 3  |
| 8      | Kasachstan         | 0 | 1 | 0 | 1  |
| 9      | Norwegen           | 0 | 0 | 1 | 1  |
| 9      | Vereinigte Staaten | 0 | 0 | 1 | 1  |
| Gesamt | Gesamt             | 6 | 6 | 6 | 18 |

### Medaillenspiegel Junioren
| Platz  | Land        |    |    |    |    |
| ------ | ----------- | -- | -- | -- | -- |
| 1      | Deutschland | 4  | 1  | 3  | 8  |
| 2      | Norwegen    | 4  | 1  | 1  | 6  |
| 3      | Österreich  | 2  | 3  | 1  | 6  |
| 4      | Schweden    | 1  | 2  | 1  | 4  |
| 5      | Frankreich  | 1  | 2  | 0  | 3  |
| 6      | Italien     | 1  | 1  | 1  | 3  |
| 6      | Russland    | 1  | 1  | 1  | 3  |
| 8      | Japan       | 0  | 1  | 0  | 1  |
| 8      | Kanada      | 0  | 1  | 0  | 1  |
| 8      | Schweiz     | 0  | 1  | 0  | 1  |
| 11     | Finnland    | 0  | 0  | 2  | 2  |
| 11     | Kasachstan  | 0  | 0  | 2  | 2  |
| 13     | Polen       | 0  | 0  | 1  | 1  |
| 13     | Slowenien   | 0  | 0  | 1  | 1  |
| Gesamt | Gesamt      | 14 | 14 | 14 | 42 |

### Marc-Hodler-Trophäe
| Platz | Land               | Skilanglauf | Skilanglauf | Nordische Kombination | Skispringen | Gesamt |
| ----- | ------------------ | ----------- | ----------- | --------------------- | ----------- | ------ |
|       |                    | Frauen      | Männer      |                       |             |        |
| 1     | Deutschland        | 30          | 36          | 27                    | 33          | 126    |
| 2     | Norwegen           | 47          | 32          | 26                    | 18          | 123    |
| 3     | Russland           | 14          | 40          | 05                    | 03          | 062    |
| 4     | Österreich         | 02          | 0           | 30                    | 29          | 061    |
| 5     | Frankreich         | 37          | 15          | 04                    | 0           | 056    |
| 6     | Italien            | 0           | 05          | 28                    | 15          | 048    |
| 7     | Kasachstan         | 23          | 24          | 0                     | 0           | 047    |
| 8     | Finnland           | 29          | 0           | 11                    | 05          | 045    |
| 9     | Japan              | 0           | 10          | 07                    | 15          | 032    |
| 9     | Kanada             | 0           | 25          | 0                     | 07          | 032    |
| 11    | Schweiz            | 03          | 04          | 20                    | 02          | 029    |
| 12    | Polen              | 0           | 01          | 0                     | 20          | 021    |
| 13    | Slowenien          | 0           | 0           | 0                     | 17          | 017    |
| 14    | Tschechien         | 04          | 0           | 06                    | 0           | 010    |
| 14    | Vereinigte Staaten | 02          | 04          | 01                    | 03          | 010    |

## Langlauf U23 Männer

### SprintFreistil
| Platz | Sportler            | Land | Zeit       |
| ----- | ------------------- | ---- | ---------- |
| 1     | Robin Bryntesson    | SWE  | 3:09,7 min |
| 2     | Cyril Miranda       | FRA  | 3:10,7 min |
| 3     | Nikolai Morilow     | RUS  | 3:12,2 min |
| 4     | Alan Martinelli     | ITA  | 3:12,7 min |
| 5     | Michail Dewjatjarow | RUS  | 3:14,0 min |

Datum: 24. Februar 2008
61 Athleten liefen die Qualifikation, zwei gemeldete Teilnehmer traten nicht an. Die Strecke betrug 1340 Meter und hatte eine Höhendifferenz von 32 Metern.

### 15 km klassisch
| Platz | Sportler              | Land | Zeit        |
| ----- | --------------------- | ---- | ----------- |
| 1     | Martin Jakš           | CZE  | 42:10,2 min |
| 2     | Alexei Poltaranin     | KAZ  | 42:42,5 min |
| 3     | Petter Eliassen       | NOR  | 43:15,4 min |
| 4     | Sergei Tscherepanow   | KAZ  | 43:20,8 min |
| 5     | Stanislaw Wolschenzew | RUS  | 43:24,3 min |

Datum: 26. Februar 2008
73 Athleten waren für den Wettkampf gemeldet, jedoch beendeten zwei nicht das Rennen und drei traten nicht an.

### 30 km Massenstart
| Platz | Sportler            | Land | Zeit        |
| ----- | ------------------- | ---- | ----------- |
| 1     | Dario Cologna       | SUI  | 1:07:22,6 h |
| 2     | Ilja Tschernoussow  | RUS  | 1:07:23,4 h |
| 3     | Maurice Manificat   | FRA  | 1:07:25,2 h |
| 4     | Sergei Tscherepanow | KAZ  | 1:07:35,1 h |
| 5     | Petter Eliassen     | NOR  | 1:07:44,5 h |

Datum: 28. Februar 2008

## Langlauf U23 Frauen

### Sprint Freistil
| Platz | Sportlerin         | Land | Zeit       |
| ----- | ------------------ | ---- | ---------- |
| 1     | Vesna Fabjan       | SLO  | 3:30,6 min |
| 2     | Ida Ingemarsdotter | SWE  | 3:32,7 min |
| 3     | Mari Laukkanen     | FIN  | 3:34,6 min |
| 4     | Aurore Cuinet      | FRA  | 3:34,6 min |
| 5     | Natalja Iljina     | RUS  | 3:35,8 min |

Datum: 24. Februar 2008

### 10 km klassisch
| Platz | Sportler         | Land | Zeit        |
| ----- | ---------------- | ---- | ----------- |
| 1     | Olga Tiagai      | RUS  | 29:41,6 min |
| 2     | Aurore Cuinet    | FRA  | 29:53,5 min |
| 3     | Silja Tarvonen   | FIN  | 30:18,9 min |
| 4     | Anna Simberg     | SWE  | 30:21,7 min |
| 5     | Sylwia Jaśkowiec | POL  | 30:22,7 min |

Datum: 26. Februar 2008
Es waren 52 Athletinnen am Start, doch konnten zwei Teilnehmerinnen ihre Rennen nicht beenden. Insgesamt legten die Sportlerinnen in einer Runde einen Anstieg über 161 Meter zurück, wobei die Höhendifferenz fünfzig Meter betrug.

### 15 km Verfolgungsrennen
| Platz | Sportler                    | Land | Zeit        |
| ----- | --------------------------- | ---- | ----------- |
| 1     | Olga Tiagai                 | RUS  | 37:03,4 min |
| 2     | Silja Tarvonen              | FIN  | 37:24,2 min |
| 3     | Elizabeth Stephen           | USA  | 37:25,1 min |
| 4     | Anouk Faivre-Picon          | FRA  | 37:26,4 min |
| 5     | Virginia De Martin Topranin | ITA  | 37:27,0 min |

Datum: 28. Februar 2008

## Langlauf Junioren

### Sprint Freistil
| Platz | Sportler           | Land | Zeit |
| ----- | ------------------ | ---- | ---- |
| 1     | Calle Halfvarsson  | SWE  |      |
| 2     | Jesper Modin       | SWE  |      |
| 3     | Raul Schakirsjanow | RUS  |      |
| 4     | Alex Harvey        | CAN  |      |
| 5     | Bastien Poirrier   | FRA  |      |

Datum: 23. Februar 2008
Es waren 101 Athleten gemeldet, wovon allerdings zwei nicht starteten sowie einer das Rennen vorzeitig beendete.

### 10 km klassisch
| Platz | Sportler             | Land | Zeit        |
| ----- | -------------------- | ---- | ----------- |
| 1     | Hans Christer Holund | NOR  | 28:50,3 min |
| 2     | Alex Harvey          | CAN  | 28:58,5 min |
| 3     | Tim Tscharnke        | GER  | 29:09,5 min |
| 4     | Andrej Gridin        | KAZ  | 29:16,9 min |
| 5     | Sjur Røthe           | NOR  | 29:25,5 min |

Datum: 25. Februar 2008

### 20 km Massenstart
| Platz | Sportler          | Land | Zeit        |
| ----- | ----------------- | ---- | ----------- |
| 1     | Philipp Marschall | GER  | 48:29,6 min |
| 2     | Pjotr Sedow       | RUS  | 48:30,1 min |
| 3     | Andrej Gridin     | KAZ  | 48:30,1 min |
| 4     | Alex Harvey       | CAN  | 48:41,3 min |
| 5     | Hannes Dotzler    | GER  | 48:48,1 min |

Datum: 27. Februar 2008

### 4 × 5 km Staffel
| Platz | Sportler                                                              | Land | Laufzeiten                                      | Gesamtzeit  |
| ----- | --------------------------------------------------------------------- | ---- | ----------------------------------------------- | ----------- |
| 1     | Andrej Feller Pjotr Sedow Jewgeni Garanitschew Raul Schakirsjanow     | RUS  | 15:21,1 min 14:56,5 min 14:03,5 min 14:54,0 min | 59:06,1 min |
| 2     | Hannes Dotzler Thomas Bing Philipp Marschall Tim Tscharnke            | GER  | 15:10,0 min 15:12,4 min 14:00,1 min 14:43,8 min | 59:06,3 min |
| 3     | Gennadi Matviyenko Witali Alexandrow Andrej Gridin Mark Starostin     | KAZ  | 15:14,4 min 16:03,0 min 13:51,7 min 14:32,7 min | 59:41,8 min |
| 4     | Jacob Ziesler Hans Christer Holund Eivind Flugstad Østberg Sjur Røthe | NOR  | 15:38,8 min 14:56,4 min 14:32,6 min 14:42,1 min | 59:49,9 min |
| 5     | Kōhei Shimizu Akira Lenting Nobuhito Kashiwabara Tomuya Tanaka        | JPN  | 15:20,3 min 15:10,7 min 14:55,9 min 14:23,4 min | 59:50,3 min |

Datum: 29. Februar 2008
Insgesamt 22 Nationen meldeten eine Staffel für dieses Rennen und alle kamen ins Ziel.

## Langlauf Juniorinnen

### Sprint Freistil
| Platz | Sportlerin        | Land | Zeit |
| ----- | ----------------- | ---- | ---- |
| 1     | Laure Barthélémy  | FRA  |      |
| 2     | Aurélie Dabudyk   | FRA  |      |
| 3     | Lucia Anger       | GER  |      |
| 4     | Hanna Kolb        | GER  |      |
| 5     | Marina Matrossowa | KAZ  |      |

Datum: 23. Februar 2008

### 5 km klassisch
| Platz | Sportlerin               | Land | Zeit        |
| ----- | ------------------------ | ---- | ----------- |
| 1     | Therese Johaug           | NOR  | 14:54,0 min |
| 2     | Ingvild Flugstad Østberg | NOR  | 14:58,5 min |
| 3     | Lucia Anger              | GER  | 15:05,5 min |
| 4     | Kerttu Niskanen          | FIN  | 15:09,9 min |
| 5     | Oxana Ussatowa           | RUS  | 15:17,6 min |

Datum: 25. Februar 2008

### 10 km Massenstart
| Platz | Sportlerin               | Land | Zeit        |
| ----- | ------------------------ | ---- | ----------- |
| 1     | Therese Johaug           | NOR  | 25:24,7 min |
| 2     | Laure Barthélémy         | FRA  | 25:28,7 min |
| 3     | Lisa Larsen              | SWE  | 25:29,2 min |
| 4     | Ingvild Flugstad Østberg | NOR  | 25:36,5 min |
| 5     | Hilde Lauvhaug           | NOR  | 25:36,9 min |

Datum: 27. Februar 2008

### 4 × 3,3 km Staffel
| Platz | Sportler                                                                     | Land | Laufzeiten                                      | Gesamtzeit  |
| ----- | ---------------------------------------------------------------------------- | ---- | ----------------------------------------------- | ----------- |
| 1     | Celine Brun-Lie Therese Johaug Ingvild Flugstad Østberg Marthe Kristoffersen | NOR  | 10:46,6 min 10:25,5 min 10:01,6 min 10:36,4 min | 41:50,1 min |
| 2     | Hanna Brodin Therese Svensson Lisa Larsen Hanna Falk                         | SWE  | 10:45,4 min 11:15,0 min 09:35,0 min 10:14,8 min | 41:51,1 min |
| 3     | Johanna Heinanen Kerttu Niskanen Satu Annila Krista Lähteenmäki              | FIN  | 10:46,2 min 10:25,6 min 10:15,6 min 10:26,7 min | 41:54,1 min |
| 4     | Polina Medwedewa Oxana Ussatowa Jekaterina Maralskaja Alewtina Tanygina      | RUS  | 11:05,2 min 10:50,8 min 10:11,7 min 10:25,5 min | 42:33,2 min |
| 5     | Manon Locatelli Aurélia Lanoe Aurélie Dabudyk Laure Barthélémy               | FRA  | 11:15,7 min 11:10,0 min 09:50,7 min 10:26,2 min | 42:42,6 min |

Datum: 29. Februar 2008

## Nordische Kombination Junioren

### Gundersen (Normalschanze HS 94/5 km)
| Platz | Sportler            | Land | Punkte | Zeit        | Rückstand   |
| ----- | ------------------- | ---- | ------ | ----------- | ----------- |
| 1     | Tomaž Druml         | AUT  | 118,0  | 14:48,5 min |             |
| 2     | Tommy Schmid        | SUI  | 106,5  | 14:14,4 min | 00:11,9 min |
| 3     | Alessandro Pittin   | ITA  | 108,0  | 14:25,2 min | 00:16,7 min |
| 4     | Akito Watabe        | JPN  | 112,5  | 14:53,4 min | 00:26,9 min |
| 5     | Stefan Tuss         | GER  | 107,5  | 14:42,3 min | 00:35,8 min |
| 6     | Andreas Günter      | GER  | 110,5  | 15:10,7 min | 00:52,2 min |
| 7     | Ole Martin Storlien | NOR  | 093,5  | 14:18,4 min | 01:07,9 min |
| 8     | Truls S. Johansen   | NOR  | 093,0  | 14:18,0 min | 01:09,5 min |
| 9     | Johannes Weiss      | AUT  | 121,5  | 16:15,2 min | 01:12,7 min |
| 10    | Armin Bauer         | ITA  | 097,0  | 14:38,2 min | 01:13,7 min |

Datum: 29. Februar 2008

Weitere Teilnehmer aus deutschsprachigen Ländern:

 Markus Förster: 13. Platz

 Joel Bieri: 14. Platz

 Dominik Dier: 22. Platz

 Toni Englert: 25. Platz

 Lars Grossen: 28. Platz

 Burkhard Freytag: 32. Platz

 Ivo Hess: 52. Platz

### Gundersen (Normalschanze HS 94/10 km)
| Platz | Sportler            | Land | Punkte | Zeit        | Rückstand   |
| ----- | ------------------- | ---- | ------ | ----------- | ----------- |
| 1     | Alessandro Pittin   | ITA  | 229,0  | 31:37,9 min |             |
| 2     | Tomaž Druml         | AUT  | 214,5  | 31:43,5 min | 01:03,6 min |
| 3     | Janne Ryynänen      | FIN  | 216,0  | 32:14,9 min | 01:29,0 min |
| 4     | Ole Martin Storlien | NOR  | 201,5  | 31:21,7 min | 01:33,8 min |
| 5     | Andreas Günter      | GER  | 214,5  | 32:14,1 min | 01:34,2 min |
| 6     | Tommy Schmid        | SUI  | 197,0  | 31:37,0 min | 02:07,1 min |
| 7     | Truls S. Johansen   | NOR  | 187,0  | 31:19,3 min | 02:29,4 min |
| 8     | Lukáš Jančík        | CZE  | 200,0  | 33:05,4 min | 03:23,5 min |
| 9     | Davide Bresadola    | ITA  | 205,0  | 33:27,2 min | 03:25,3 min |
| 10    | Armin Bauer         | ITA  | 182,0  | 32:07,8 min | 03:37,9 min |

Datum: 27. Februar 2008

Weitere Teilnehmer aus deutschsprachigen Ländern:

 Markus Förster: 12. Platz

 Wolfgang Bösl: 14. Platz

 Stefan Tuss: 19. Platz

 Burkhard Freytag: 22. Platz

 Joel Bieri: 33. Platz

 Ivo Hess: 37. Platz

 Dominik Dier: 42. Platz

 Lars Grossen: 44. Platz

 Robert Hauser: DNF

### Team (Normalschanze HS 94/4 × 5 km)
| Platz | Sportler                                                                    | Land | Punkte | Zeit        | Rückstand   |
| ----- | --------------------------------------------------------------------------- | ---- | ------ | ----------- | ----------- |
| 1     | Wolfgang Bösl Markus Förster Andreas Günter Stefan Tuss                     | GER  | 813,0  | 0:57:46,9 h |             |
| 2     | Dominik Dier Johannes Weiss Robert Hauser Tomaž Druml                       | AUT  | 918,5  | 1:00:03,1 h | 00:30,2 min |
| 3     | Ole Christian Wendel Truls S. Johansen Per Sannes Heger Ole Martin Storlien | NOR  | 641,5  | 0:57:53,2 h | 01:36,3 min |
| 4     | Davide Bresadola Gennaro Ciotola Armin Bauer Alessandro Pittin              | ITA  | 794,5  | 0:59:12,5 h | 01:43,6 min |
| 5     | Lars Grossen Joel Bieri Ivo Hess Tommy Schmid                               | SUI  | 738,5  | 0:59:01,7 h | 02:28,8 min |

Datum: 28. Februar 2008

## Skispringen Junioren

### Normalschanze
| Platz | Sportler            | Land | Weite 1 | Weite 2 | Punkte |
| ----- | ------------------- | ---- | ------- | ------- | ------ |
| 1     | Andreas Wank        | GER  | 91,0 m  | 91,5 m  | 251,5  |
| 2     | Shōhei Tochimoto    | JPN  | 93,0 m  | 87,0 m  | 249,5  |
| 3     | Andreas Strolz      | AUT  | 92,0 m  | 86,5 m  | 246,0  |
| 4     | Łukasz Rutkowski    | POL  | 94,0 m  | 86,0 m  | 241,0  |
| 5     | Kenneth Gangnes     | NOR  | 88,5 m  | 87,5 m  | 240,5  |
| 6     | Kim Elverum Sorsell | NOR  | 87,0 m  | 87,0 m  | 236,5  |
| 7     | Maciej Kot          | POL  | 88,0 m  | 85,5 m  | 235,0  |
| 7     | Pawel Karelin       | RUS  | 91,0 m  | 85,0 m  | 235,0  |
| 9     | Mario Innauer       | AUT  | 88,5 m  | 93,5 m  | 233,0  |
| 10    | Mika Kauhanen       | FIN  | 90,0 m  | 83,5 m  | 231,0  |

Datum: 27. Februar 2008

Weitere Teilnehmer aus deutschsprachigen Ländern:

 Pascal Bodmer: 11. Platz

 David Unterberger: 14. Platz

 Felix Schoft: 21. Platz

 Adrian Schuler: 25. Platz

 Severin Freund: 31. Platz

 Rémi Français: 33. Platz

 Gregor Deschwanden: 38. Platz

 Pascal Egloff: 43. Platz

 Thomas Thurnbichler: 73. Platz

### Teamspringen Normalschanze
| Platz | Sportler                                                                 | Land | Punkte                  | Gesamt |
| ----- | ------------------------------------------------------------------------ | ---- | ----------------------- | ------ |
| 1     | Felix Schoft Severin Freund Pascal Bodmer Andreas Wank                   | GER  | 240,5 235,0 249,5 246,0 | 971,0  |
| 2     | Thomas Thurnbichler Manuel Poppinger David Unterberger Andreas Strolz    | AUT  | 238,5 233,0 249,0 233,0 | 953,5  |
| 3     | Krzysztof Miętus Maciej Kot Dawid Kowal Łukasz Rutkowski                 | POL  | 226,0 240,0 232,5 244,0 | 942,5  |
| 4     | Kenneth Gangnes Atle Pedersen Rønsen Eirik Kjelstrup Kim Elverum Sorsell | NOR  | 243,0 213,0 241,0       | 938,0  |
| 5     | Kenshirō Itō Kento Sakuyama Shotaroh Hosoda Shōhei Tochimoto             | JPN  | 235,0 234,0 220,5 236,0 | 925,5  |

Datum: 29. Februar 2008
Es gingen Teams aus 18 Nationen an den Start.

Weitere Teilnehmer aus deutschsprachigen Ländern:

 Schweiz: 10. Platz

## Skispringen Juniorinnen

### Normalschanze
| Platz | Sportler                   | Land | Weite 1 | Weite 2 | Punkte |
| ----- | -------------------------- | ---- | ------- | ------- | ------ |
| 1     | Jacqueline Seifriedsberger | AUT  | 87,0 m  | 84,0 m  | 227,0  |
| 2     | Elena Runggaldier          | ITA  | 81,0 m  | 89,0 m  | 225,5  |
| 3     | Katja Požun                | SLO  | 81,5 m  | 86,5 m  | 222,5  |
| 4     | Melanie Faißt              | GER  | 78,5 m  | 85,0 m  | 211,0  |
| 5     | Anna Häfele                | GER  | 81,0 m  | 82,5 m  | 210,0  |
| 6     | Juliane Seyfarth           | GER  | 75,0 m  | 86,5 m  | 204,5  |
| 7     | Katie Willis               | CAN  | 80,5 m  | 79,0 m  | 201,0  |
| 8     | Evelyn Insam               | ITA  | 78,0 m  | 82,0 m  | 200,5  |
| 8     | Manja Pograjc              | SLO  | 76,5 m  | 83,0 m  | 200,5  |
| 10    | Simona Senoner             | ITA  | 77,5 m  | 81,5 m  | 198,5  |

Datum: 28. Februar 2008

Weitere Teilnehmerinnen aus deutschsprachigen Ländern:

 Bigna Windmüller: 13. Platz

 Lisa Rexhäuser: 28. Platz

 Salome Fuchs: 36. Platz